# Eelco Sintnicolaas
Eelco Sintnicolaas, född den 17 april 1987 i Dordrecht, är en nederländsk friidrottare som tävlar i mångkamp.